# Primetime Emmy a la millor actriu secundària en sèrie còmica
El Primetime Emmy a la millor actriu secundària en sèrie còmica (en anglès Primetime Emmy Award for Outstanding Supporting Actress in a Comedy Series) és el Premi Emmy que s'atorga anualment a la millor actuació femenina de repartiment en una sèrie còmica de televisió.

## Guanyadores i nominades
La guanyadora de cada any es mostra sobre fons groc:

### Dècada del 1950
| Any            | Actriu                  | Programa             | Personatge |
| -------------- | ----------------------- | -------------------- | ---------- |
| 1953           |                         |                      |            |
| Vivian Vance   | I Love Lucy             | Ethel Mertz          |            |
| Audrey Meadows | The Jackie Gleason Show | Alice Kramden        |            |
| 1954           |                         |                      |            |
| Audrey Meadows | The Jackie Gleason Show | Alice Kramden        |            |
| Vivian Vance   | I Love Lucy             | Ethel Mertz          |            |
| 1955           |                         |                      |            |
| Nanette Fabray | Caesar's Hour           | Diversos personatges |            |
| Ann B. Davis   | The Bob Cummings Show   | Schultzy             |            |
| Audrey Meadows | The Honeymooners        | Alice Kramden        |            |
| 1956           |                         |                      |            |
| Pat Carroll    | Caesar's Hour           | Diversos personatges |            |
| Vivian Vance   | I Love Lucy             | Ethel Mertz          |            |
| Ann B. Davis   | The Bob Cummings Show   | Schultzy             |            |
| Audrey Meadows | The Jackie Gleason Show | Alice Kramden        |            |
| 1957           |                         |                      |            |
| Ann B. Davis   | The Bob Cummings Show   | Schultzy             |            |
| Vivian Vance   | I Love Lucy             | Ethel Mertz          |            |
| 1959           |                         |                      |            |
| Ann B. Davis   | The Bob Cummings Show   | Schultzy             |            |

### Dècada del 1960
| Any             | Actriu                   | Programa           | Personatge |
| --------------- | ------------------------ | ------------------ | ---------- |
| 1966            |                          |                    |            |
| Alice Pearce    | Bewitched                | Gladys Kravitz     |            |
| Rose Marie      | The Dick Van Dyke Show   | Sally Rogers       |            |
| Agnes Moorehead | Bewitched                | Endora             |            |
| 1967            |                          |                    |            |
| Frances Bavier  | The Andy Griffith Show   | Aunt Bee           |            |
| Marion Lorne    | Bewitched                | Aunt Clara         |            |
| Nancy Kulp      | The Beverley Hillbillies | Miss Jane Hathaway |            |
| 1968            |                          |                    |            |
| Marion Lorne    | Bewitched                | Aunt Clara         |            |
| Agnes Moorehead | Bewitched                | Endora             |            |
| Marge Redmond   | The Flying Nun           | Sister Jaqueline   |            |
| Nita Talbot     | Hogan's Heroes           | Marya              |            |
| 1969            | No hi va haver premi     |                    |            |

### Dècada del 1970
| Any             | Actriu                     | Programa                  | Personatge | Cadena |
| --------------- | -------------------------- | ------------------------- | ---------- | ------ |
| 1969-1970       |                            |                           |            |        |
| Karen Valentine | Room 222                   | Miss Alice Johnson        | ABC        |        |
| Agnes Moorhead  | Bewitched                  | Endora                    | ABC        |        |
| Lurene Tuttle   | Julia                      | Hannah Yarby              | NBC        |        |
| 1970-1971       |                            |                           |            |        |
| Valerie Harper  | The Mary Tyler Moore Show  | Rhoda Morgenstern         | CBS        |        |
| Agnes Moorhead  | Bewitched                  | Endora                    | ABC        |        |
| Karen Valentine | Room 222                   | Miss Alice Johnston       | ABC        |        |
| 1971-1972       |                            |                           |            |        |
| Valerie Harper  | The Mary Tyler Moore Show  | Rhoda Morgenstern         | CBS        |        |
| Sally Struthers | All in the Family          | Gloria Stivic             | CBS        |        |
| Cloris Leachman | The Mary Tyler Moore Show  | Phyllis Lindstrom         | CBS        |        |
| 1972-1973       |                            |                           |            |        |
| Valerie Harper  | The Mary Tyler Moore Show  | Rhoda Morgenstern         | CBS        |        |
| Cloris Leachman | The Mary Tyler Moore Show  | Phyllis Lindstrom         | CBS        |        |
| Sally Struthers | All in the Family          | Gloria Stivic             | CBS        |        |
| 1973-1974       |                            |                           |            |        |
| Cloris Leachman | The Mary Tyler Moore Show  | Phyllis Lindstrom         | CBS        |        |
| Sally Struthers | All in the Family          | Gloria Stivic             | CBS        |        |
| Loretta Swit    | M*A*S*H                    | Maj. Margaret Houlihan    | CBS        |        |
| Valerie Harper  | The Mary Tyler Moore Show  | Rhoda Morgenstern         | CBS        |        |
| 1974-1975       |                            |                           |            |        |
| Betty White     | The Mary Tyler Moore Show  | Sue Ann Nivens            | CBS        |        |
| Julie Kavner    | Rhoda                      | Brenda Morgenstern        | CBS        |        |
| Loretta Swit    | M*A*S*H                    | Maj. Margaret Houlihan    | CBS        |        |
| Nancy Walker    | Rhoda                      | Ida Morgenstern           | CBS        |        |
| 1975-1976       |                            |                           |            |        |
| Betty White     | The Mary Tyler Moore Show  | Sue Ann Nivens            | CBS        |        |
| Georgia Engel   | The Mary Tyler Moore Show  | Georgette Franklin        | CBS        |        |
| Julie Kavner    | Rhoda                      | Brenda Morgenstern        | CBS        |        |
| Loretta Swit    | M*A*S*H                    | Maj. Margaret Houlihan    | CBS        |        |
| Nancy Walker    | Rhoda                      | Ida Morgenstern           | CBS        |        |
| 1976-1977       |                            |                           |            |        |
| Mary Kay Place  | Mary Hartman, Mary Hartman | Loretta Haggers           | Redifusió  |        |
| Georgia Engel   | The Mary Tyler Moore Show  | Georgette Franklin        | CBS        |        |
| Julie Kavner    | Rhoda                      | Brenda Morgenstern        | CBS        |        |
| Loretta Swit    | M*A*S*H                    | Maj. Margaret Houlihan    | CBS        |        |
| Betty White     | The Mary Tyler Moore Show  | Sue Ann Nivens            | CBS        |        |
| 1977-1978       |                            |                           |            |        |
| Julie Kavner    | Rhoda                      | Brenda Morgenstern        | CBS        |        |
| Polly Holliday  | Alice                      | Florence Jean Castleberry | CBS        |        |
| Sally Struthers | All in the Family          | Gloria Stivic             | CBS        |        |
| Loretta Swit    | M*A*S*H                    | Maj. Margaret Houlihan    | CBS        |        |
| Nancy Walker    | Rhoda                      | Ida Morgenstern           | CBS        |        |
| 1978-1979       |                            |                           |            |        |
| Sally Struthers | All in the Family          | Gloria Stivic             | CBS        |        |
| Polly Holliday  | Alice                      | Florence Jean Castleberry | CBS        |        |
| Marion Ross     | Happy Days                 | Marion Cunningham         | ABC        |        |
| Loretta Swit    | M*A*S*H                    | Maj. Margaret Houlihan    | CBS        |        |

### Dècada del 1980
| Any                   | Actriu                | Programa                  | Personatge | Cadena |
| --------------------- | --------------------- | ------------------------- | ---------- | ------ |
| 1979-1980             |                       |                           |            |        |
| Loretta Swit          | M*A*S*H               | Maj. Margaret Houlihan    | CBS        |        |
| Loni Anderson         | WKRP in Cincinnati    | Jennifer Marlowe          | CBS        |        |
| Polly Holliday        | Alice                 | Florence Jean Castleberry | CBS        |        |
| Inga Swenson          | Benson                | Gretchen Kraus            | ABC        |        |
| 1980-1981             |                       |                           |            |        |
| Eileen Brennan        | Private Benjamin      | Capità Doreen Lewis       | CBS        |        |
| Loni Anderson         | WKRP in Cincinnati    | Jennifer Marlowe          | CBS        |        |
| Marla Gibbs           | The Jeffersons        | Florence Johnston         | CBS        |        |
| Anne Meara            | Archie Bunker's Place | Veronica Rooney           | CBS        |        |
| Loretta Swit          | M*A*S*H               | Maj. Margaret Houlihan    | CBS        |        |
| 1981-1982             |                       |                           |            |        |
| Loretta Swit          | M*A*S*H               | Maj. Margaret Houlihan    | CBS        |        |
| Eileen Brennan        | Private Benjamin      | Capità Doreen Lewis       | CBS        |        |
| Marla Gibbs           | The Jeffersons        | Florence Johnston         | CBS        |        |
| Andrea Martin         | SCTV Network 90       | Diversos personatges      | NBC        |        |
| Anne Meara            | Archie Bunker's Place | Veronica Rooney           | CBS        |        |
| Inga Swenson          | Benson                | Gretchen Kraus            | ABC        |        |
| 1982-1983             |                       |                           |            |        |
| Carol Kane            | Taxi                  | Simka Dahblitz            | ABC        |        |
| Eileen Brennan        | Private Benjamin      | Capità Doreen Lewis       | CBS        |        |
| Marla Gibbs           | The Jeffersons        | Florence Johnston         | CBS        |        |
| Rhea Perlman          | Cheers                | Carla Tortelli            | NBC        |        |
| Loretta Swit          | M*A*S*H               | Maj. Margaret Houlihan    | CBS        |        |
| 1983-1984             |                       |                           |            |        |
| Rhea Perlman          | Cheers                | Carla Tortelli            | NBC        |        |
| Julia Duffy           | Newhart               | Stephanie Vanderkellen    | CBS        |        |
| Marla Gibbs           | The Jeffersons        | Florence Johnston         | CBS        |        |
| Paula Kelly           | Night Court           | Liz Williams              | NBC        |        |
| Marion Ross           | Happy Days            | Marion Cunningham         | ABC        |        |
| 1984-1985             |                       |                           |            |        |
| Rhea Perlman          | Cheers                | Carla Tortelli            | NBC        |        |
| Selma Diamond         | Night Court           | Selma Hacker              | NBC        |        |
| Julia Duffy           | Newhart               | Stephanie Vanderkellen    | CBS        |        |
| Marla Gibbs           | The Jeffersons        | Florence Johnston         | CBS        |        |
| Inga Swenson          | Benson                | Gretchen Kraus            | ABC        |        |
| 1985-1986             |                       |                           |            |        |
| Rhea Perlman          | Cheers                | Carla Tortelli            | NBC        |        |
| Justine Bateman       | Family Ties           | Mallory Keaton            | NBC        |        |
| Lisa Bonet            | The Cosby Show        | Denise Huxtable           | NBC        |        |
| Julia Duffy           | Newhart               | Stephanie Vanderkellen    | CBS        |        |
| Estelle Getty         | The Golden Girls      | Sophia Petrillo           | NBC        |        |
| Keshia Knight Pulliam | The Cosby Show        | Rudy Huxtable             | NBC        |        |
| 1986-1987             |                       |                           |            |        |
| Jackée Harry          | 227                   | Sandra Clark              | NBC        |        |
| Justine Bateman       | Family Ties           | Mallory Keaton            | NBC        |        |
| Julia Duffy           | Newhart               | Stephanie Vanderkellen    | CBS        |        |
| Estelle Getty         | The Golden Girls      | Sophia Petrillo           | NBC        |        |
| Rhea Perlman          | Cheers                | Carla Tortelli            | NBC        |        |
| 1987-1988             |                       |                           |            |        |
| Estelle Getty         | The Golden Girls      | Sophia Petrillo           | NBC        |        |
| Julia Duffy           | Newhart               | Stephanie Vanderkellen    | CBS        |        |
| Jackée Harry          | 227                   | Sandra Clark              | NBC        |        |
| Katherine Helmond     | Who's the Boss?       | Mona Robinson             | ABC        |        |
| Rhea Perlman          | Cheers                | Carla Tortelli            | NBC        |        |
| 1988-1989             |                       |                           |            |        |
| Rhea Perlman          | Cheers                | Carla Tortelli            | NBC        |        |
| Julia Duffy           | Newhart               | Stephanie Vanderkellen    | CBS        |        |
| Faith Ford            | Murphy Brown          | Corky Sherwood            | CBS        |        |
| Estelle Getty         | The Golden Girls      | Sophia Petrillo           | NBC        |        |
| Katherine Helmond     | Who's the Boss?       | Mona Robinson             | ABC        |        |

### Dècada del 1990
| Any                 | Actriu                    | Programa                                   | Personatge | Cadena |
| ------------------- | ------------------------- | ------------------------------------------ | ---------- | ------ |
| 1989-1990           |                           |                                            |            |        |
| Bebe Neuwirth       | Cheers                    | Lilith Sternin                             | NBC        |        |
| Julia Duffy         | Newhart                   | Stephanie Vanderkellen                     | CBS        |        |
| Faith Ford          | Murphy Brown              | Corky Sherwood                             | CBS        |        |
| Estelle Getty       | The Golden Girls          | Sophia Petrillo                            | NBC        |        |
| Rhea Perlman        | Cheers                    | Carla Tortelli                             | NBC        |        |
| 1990-1991           |                           |                                            |            |        |
| Bebe Neuwirth       | Cheers                    | Lilith Sternin                             | NBC        |        |
| Elizabeth Ashley    | Evening Shade             | Frieda Evans                               | CBS        |        |
| Faith Ford          | Murphy Brown              | Corky Sherwood                             | CBS        |        |
| Estelle Getty       | The Golden Girls          | Sophia Petrillo                            | NBC        |        |
| Rhea Perlman        | Cheers                    | Carla Tortelli                             | NBC        |        |
| 1991-1992           |                           |                                            |            |        |
| Laurie Metcalf      | Roseanne                  | Jackie Harris                              | ABC        |        |
| Faith Ford          | Murphy Brown              | Corky Sherwood                             | CBS        |        |
| Estelle Getty       | The Golden Girls          | Sophia Petrillo                            | NBC        |        |
| Alice Ghostley      | Designing Women           | Bernice Clifton                            | CBS        |        |
| Julia Louis-Dreyfus | Seinfeld                  | Elaine Benes                               | NBC        |        |
| Frances Sternhagen  | Cheers                    | Esther Clavin                              | NBC        |        |
| 1992-1993           |                           |                                            |            |        |
| Laurie Metcalf      | Roseanne                  | Jackie Harris                              | ABC        |        |
| Shelley Fabares     | Coach                     | Christine Armstrong-Fox                    | ABC        |        |
| Sara Gilbert        | Roseanne                  | Darlene Conner                             | ABC        |        |
| Julia Louis-Dreyfus | Seinfeld                  | Elaine Benes                               | NBC        |        |
| Rhea Perlman        | Cheers                    | Carla Tortelli                             | NBC        |        |
| 1993-1994           |                           |                                            |            |        |
| Laurie Metcalf      | Roseanne                  | Jackie Harris                              | ABC        |        |
| Shelley Fabares     | Coach                     | Christine Armstrong-Fox                    | ABC        |        |
| Faith Ford          | Murphy Brown              | Corky Sherwood                             | CBS        |        |
| Sara Gilbert        | Roseanne                  | Darlene Conner                             | ABC        |        |
| Julia Louis-Dreyfus | Seinfeld                  | Elaine Benes                               | NBC        |        |
| Liz Torres          | The John Larroquette Show | Mahalia Sanchez                            | NBC        |        |
| 1994-1995           |                           |                                            |            |        |
| Christine Baranski  | Cybill                    | Maryanne Thorpe                            | CBS        |        |
| Lisa Kudrow         | Friends                   | Phoebe Buffay                              | NBC        |        |
| Julia Louis-Dreyfus | Seinfeld                  | Elaine Benes                               | NBC        |        |
| Laurie Metcalf      | Roseanne                  | Jackie Harris                              | ABC        |        |
| Liz Torres          | The John Larroquette Show | Mahalia Sanchez                            | NBC        |        |
| 1995-1996           |                           |                                            |            |        |
| Julia Louis-Dreyfus | Seinfeld                  | Elaine Benes                               | NBC        |        |
| Christine Baranski  | Cybill                    | Maryanne Thorpe                            | CBS        |        |
| Janeane Garofalo    | The Larry Sanders Show    | Paula                                      | HBO        |        |
| Jayne Meadows       | High Society              | Alice Morgan-DuPont-Sutton-Cushing-Ferruke | CBS        |        |
| Renée Taylor        | The Nanny                 | Sylvia Fine                                | CBS        |        |
| 1996-1997           |                           |                                            |            |        |
| Kristen Johnston    | 3rd Rock from the Sun     | Sally Solomon                              | NBC        |        |
| Christine Baranski  | Cybill                    | Maryanne Thorpe                            | CBS        |        |
| Janeane Garofalo    | The Larry Sanders Show    | Paula                                      | HBO        |        |
| Lisa Kudrow         | Friends                   | Phoebe Buffay                              | NBC        |        |
| Julia Louis-Dreyfus | Seinfeld                  | Elaine Benes                               | NBC        |        |
| 1997-1998           |                           |                                            |            |        |
| Lisa Kudrow         | Friends                   | Phoebe Buffay                              | NBC        |        |
| Christine Baranski  | Cybill                    | Maryanne Thorpe                            | CBS        |        |
| Kristen Johnston    | 3rd Rock from the Sun     | Sally Solomon                              | NBC        |        |
| Jane Leeves         | Frasier                   | Daphne Moon                                | NBC        |        |
| Julia Louis-Dreyfus | Seinfeld                  | Elaine Benes                               | NBC        |        |
| 1998-1999           |                           |                                            |            |        |
| Kristen Johnston    | 3rd Rock from the Sun     | Sally Solomon                              | NBC        |        |
| Lisa Kudrow         | Friends                   | Phoebe Buffay                              | NBC        |        |
| Lucy Liu            | Ally McBeal               | Ling Woo                                   | Fox        |        |
| Wendie Malick       | Just Shoot Me!            | Nina Van Horn                              | NBC        |        |
| Doris Roberts       | Everybody Loves Raymond   | Marie Barone                               | CBS        |        |

### Dècada del 2000
| Any               | Actriu                  | Programa                   | Personatge | Cadena |
| ----------------- | ----------------------- | -------------------------- | ---------- | ------ |
| 1999-2000         |                         |                            |            |        |
| Megan Mullally    | Will & Grace            | Karen Walker               | NBC        |        |
| Jennifer Aniston  | Friends                 | Rachel Green               | NBC        |        |
| Kim Cattrall      | Sex and the City        | Samantha Jones             | HBO        |        |
| Lisa Kudrow       | Friends                 | Phoebe Buffay              | NBC        |        |
| Doris Roberts     | Everybody Loves Raymond | Marie Barone               | CBS        |        |
| 2000-2001         |                         |                            |            |        |
| Doris Roberts     | Everybody Loves Raymond | Marie Barone               | CBS        |        |
| Jennifer Aniston  | Friends                 | Rachel Green               | NBC        |        |
| Kim Cattrall      | Sex and the City        | Samantha Jones             | HBO        |        |
| Lisa Kudrow       | Friends                 | Phoebe Buffay              | NBC        |        |
| Megan Mullally    | Will & Grace            | Karen Walker               | NBC        |        |
| 2001-2002         |                         |                            |            |        |
| Doris Roberts     | Everybody Loves Raymond | Marie Barone               | CBS        |        |
| Kim Cattrall      | Sex and the City        | Samantha Jones             | HBO        |        |
| Wendie Malick     | Just Shoot Me!          | Nina Van Horn              | NBC        |        |
| Megan Mullally    | Will & Grace            | Karen Walker               | NBC        |        |
| Cynthia Nixon     | Sex and the City        | Miranda Hobbes             | HBO        |        |
| 2002-2003         |                         |                            |            |        |
| Doris Roberts     | Everybody Loves Raymond | Marie Barone               | CBS        |        |
| Kim Cattrall      | Sex and the City        | Samantha Jones             | HBO        |        |
| Cheryl Hines      | Curb Your Enthusiasm    | Cheryl David               | HBO        |        |
| Megan Mullally    | Will & Grace            | Karen Walker               | NBC        |        |
| Cynthia Nixon     | Sex and the City        | Miranda Hobbes             | HBO        |        |
| 2003-2004         |                         |                            |            |        |
| Cynthia Nixon     | Sex and the City        | Miranda Hobbes             | HBO        |        |
| Kim Cattrall      | Sex and the City        | Samantha Jones             | HBO        |        |
| Kristin Davis     | Sex and the City        | Charlotte York Goldenblatt | HBO        |        |
| Megan Mullally    | Will & Grace            | Karen Walker               | NBC        |        |
| Doris Roberts     | Everybody Loves Raymond | Marie Barone               | CBS        |        |
| 2004-2005         |                         |                            |            |        |
| Doris Roberts     | Everybody Loves Raymond | Marie Barone               | CBS        |        |
| Conchata Ferrell  | Two and a Half Men      | Berta                      | CBS        |        |
| Megan Mullally    | Will & Grace            | Karen Walker               | NBC        |        |
| Holland Taylor    | Two and a Half Men      | Evelyn Harper              | CBS        |        |
| Jessica Walter    | Arrested Development    | Lucille Bluth              | Fox        |        |
| 2005-2006         |                         |                            |            |        |
| Megan Mullally    | Will & Grace            | Karen Walker               | NBC        |        |
| Cheryl Hines      | Curb Your Enthusiasm    | Cheryl David               | HBO        |        |
| Elizabeth Perkins | Weeds                   | Celia Hodes                | Showtime   |        |
| Jaime Pressly     | My Name Is Earl         | Joy Turner                 | NBC        |        |
| Alfre Woodard     | Desperate Housewives    | Betty Applewhite           | ABC        |        |
| 2006-2007         |                         |                            |            |        |
| Jaime Pressly     | My Name Is Earl         | Joy Turner                 | NBC        |        |
| Conchata Ferrell  | Two and a Half Men      | Berta                      | CBS        |        |
| Jenna Fischer     | The Office              | Pam Beesly                 | NBC        |        |
| Elizabeth Perkins | Weeds                   | Celia Hodes                | Showtime   |        |
| Holland Taylor    | Two and a Half Men      | Evelyn Harper              | CBS        |        |
| Vanessa Williams  | Ugly Betty              | Wilhelmina Slater          | ABC        |        |
| 2007-2008         |                         |                            |            |        |
| Jean Smart        | Samantha Who?           | Regina Newly               | ABC        |        |
| Kristin Chenoweth | Pushing Daisies         | Olive Snook                | ABC        |        |
| Amy Poehler       | Saturday Night Live     | Diversos personatges       | NBC        |        |
| Holland Taylor    | Two and a Half Men      | Evelyn Harper              | CBS        |        |
| Vanessa Williams  | Ugly Betty              | Wilhelmina Slater          | ABC        |        |
| 2008-2009         |                         |                            |            |        |
| Kristin Chenoweth | Pushing Daisies         | Olive Snook                | ABC        |        |
| Jane Krakowski    | 30 Rock                 | Jenna Maroney              | NBC        |        |
| Elizabeth Perkins | Weeds                   | Celia Hodes                | Showtime   |        |
| Amy Poehler       | Saturday Night Live     | Diversos personatges       | NBC        |        |
| Kristen Wiig      | Saturday Night Live     | Diversos personatges       | NBC        |        |
| Vanessa Williams  | Ugly Betty              | Wilhelmina Slater          | ABC        |        |

### Dècada del 2010
| Any             | Actriu               | Programa                 | Personatge | Cadena |
| --------------- | -------------------- | ------------------------ | ---------- | ------ |
| 2009-2010       |                      |                          |            |        |
| Jane Lynch      | Glee                 | Sue Sylvester            | Fox        |        |
| Julie Bowen     | Modern Family        | Claire Dunphy            | ABC        |        |
| Jane Krakowski  | 30 Rock              | Jenna Maroney            | NBC        |        |
| Holland Taylor  | Two and a Half Men   | Evelyn Harper            | CBS        |        |
| Sofía Vergara   | Modern Family        | Gloria Delgado-Pritchett | ABC        |        |
| Kristen Wiig    | Saturday Night Live  | Diversos personatges     | NBC        |        |
| 2010-2011       |                      |                          |            |        |
| Julie Bowen     | Modern Family        | Claire Dunphy            | ABC        |        |
| Jane Krakowski  | 30 Rock              | Jenna Maroney            | NBC        |        |
| Jane Lynch      | Glee                 | Sue Sylvester            | Fox        |        |
| Sofía Vergara   | Modern Family        | Gloria Delgado-Pritchett | ABC        |        |
| Betty White     | Hot in Cleveland     | Elka Ostrovsky           | TV Land    |        |
| Kristen Wiig    | Saturday Night Live  | Diversos personatges     | NBC        |        |
| 2011-2012       |                      |                          |            |        |
| Julie Bowen     | Modern Family        | Claire Dunphy            | ABC        |        |
| Mayim Bialik    | The Big Bang Theory  | Dr. Amy Farrah Fowler    | CBS        |        |
| Kathryn Joosten | Desperate Housewives | Karen McCluskey          | ABC        |        |
| Sofía Vergara   | Modern Family        | Gloria Delgado-Pritchett | ABC        |        |
| Merritt Wever   | Nurse Jackie         | Zoey Barkow, RN          | Showtime   |        |
| Kristen Wiig    | Saturday Night Live  | Diversos personatges     | NBC        |        |
| 2012-2013       |                      |                          |            |        |
| Merritt Wever   | Nurse Jackie         | Zoey Barkow, RN          | Showtime   |        |
| Mayim Bialik    | The Big Bang Theory  | Dr. Amy Farrah Fowler    | CBS        |        |
| Julie Bowen     | Modern Family        | Claire Dunphy            | ABC        |        |
| Anna Chlumsky   | Veep                 | Amy Brookheimer          | HBO        |        |
| Jane Krakowski  | 30 Rock              | Jenna Maroney            | NBC        |        |
| Jane Lynch      | Glee                 | Sue Sylvester            | Fox        |        |
| Sofía Vergara   | Modern Family        | Gloria Delgado-Pritchett | ABC        |        |